# Conspiración

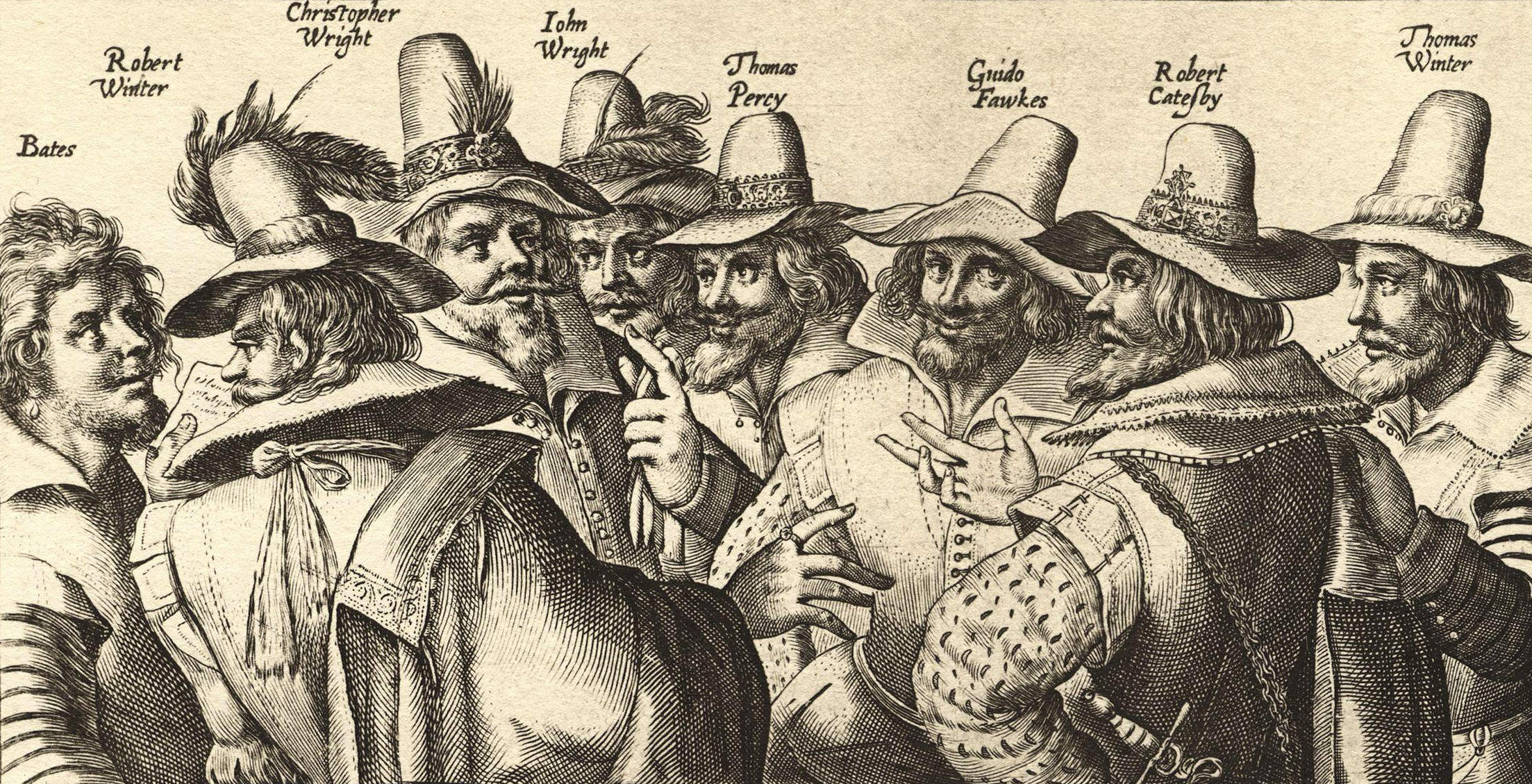
Grabado del, donde se representa a los participantes en la Conspiración de la pólvora.

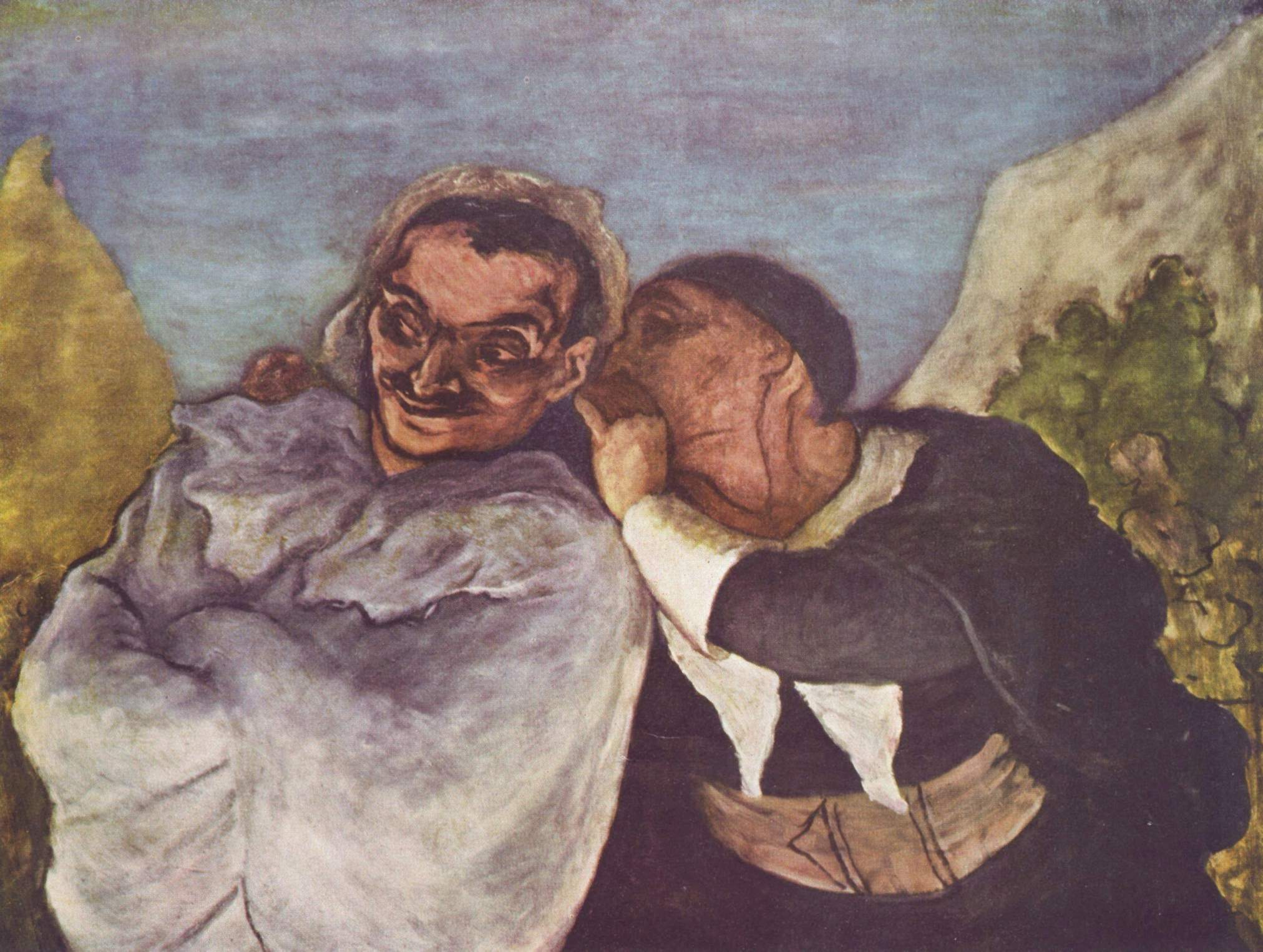
Crispin y Scapin, pintura al óleo de Honoré Daumier, 1858-1860.

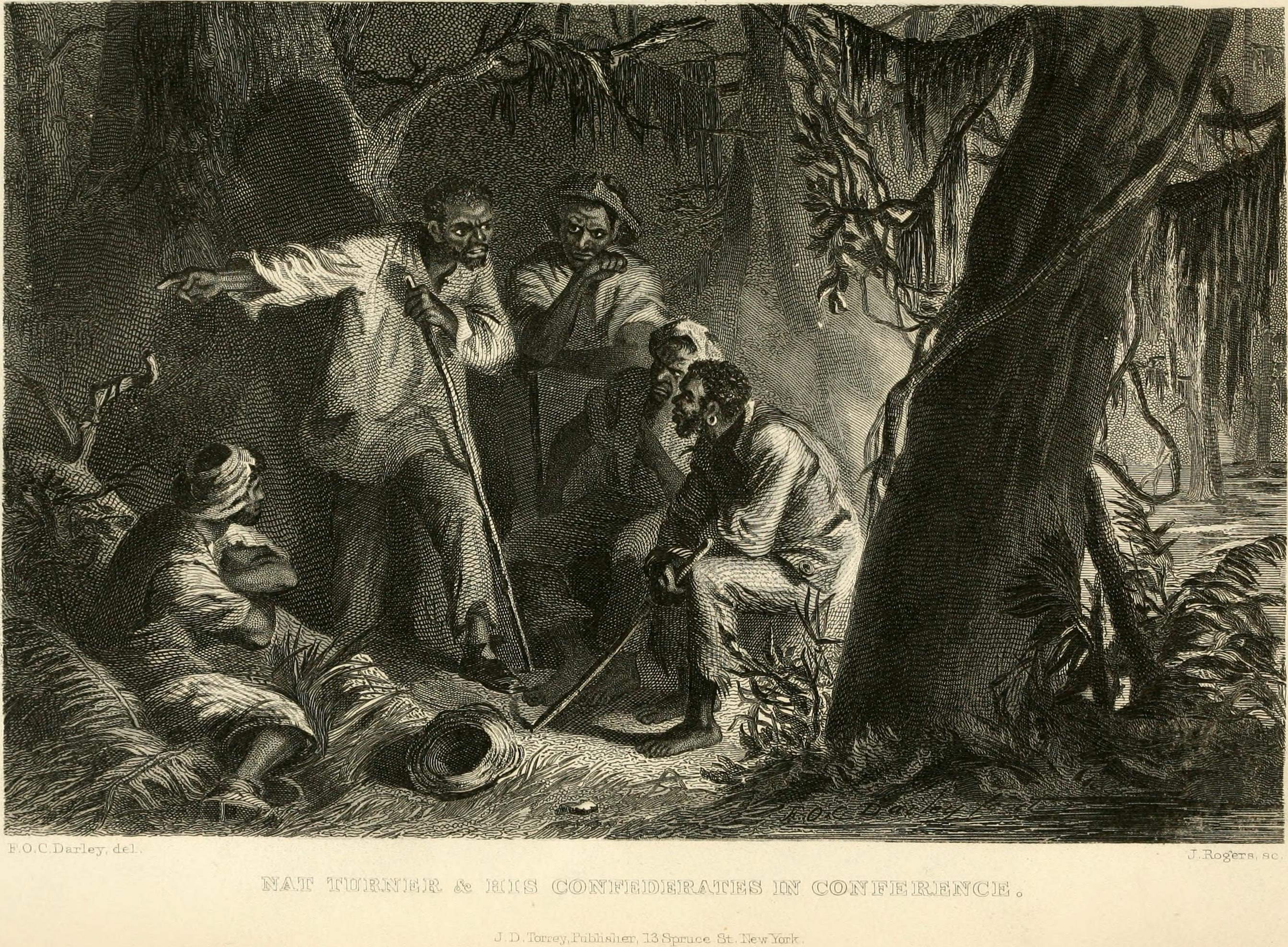
Se suele mostrar a los conspiradores como un grupo reducido de personas sin escrúpulos que están dispuestos a hacer algo ilegal o moralmente reprobable a cambio de obtener alguna ventaja de poder o material.

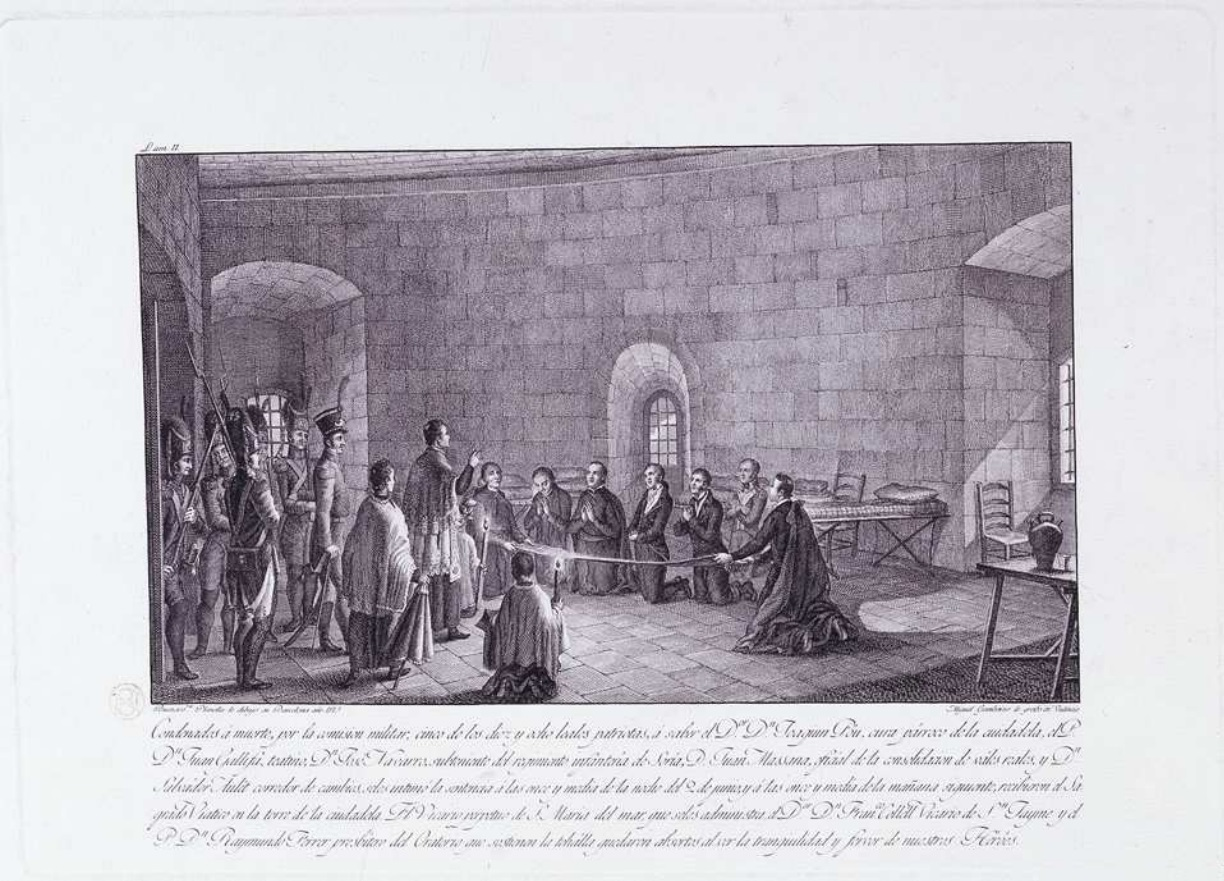
Conspiración contra los franceses en Barcelona 1809, grabado de Miguel Gamborino. La obra muestra el momento en el que los conspiradores, condenados a muerte por la comisión militar de los ocupantes franceses, se preparan para morir recibiendo la comunión.

Una conspiración es un entendimiento secreto entre varias personas (militares, grupos armados y civiles), con el objetivo de derribar el poder establecido, de tener el poder, conservarlo o con vista a atentar contra la vida de una o varias personalidades (autoridades o enemigos a sus ideas), para así trastocar el funcionamiento de una estructura legal. Este entendimiento se puede realizar a nivel individual (entre personas), o en representación de alguna entidad, sea una empresa, nación o supranación.  
El término «conspiración» y sus casi sinónimos, «complot» y «conjura», han sido objeto de diferenciaciones semánticas, por parte de varios especialistas del lenguaje.
Los objetivos de una conspiración son variados, así como los medios desplegados para la obtención de los fines. Los falsos testimonios, falsas pruebas, extorsión, así como los rumores, los secuestros, los atentados, los asesinatos, e incluso también los golpes de Estado, están entre los métodos más visibles y más utilizados en las conspiraciones. Y si bien un golpe de Estado necesita generalmente el secreto de los complotados, todos los asesinatos y todos los atentados no necesariamente se encuentran en el marco de una unión secreta, ya que algunas de estas acciones podrían ser actos individuales desmarcados de algún movimiento conspirativo contemporáneo.

## Terminología
François Guizot señala que «las definiciones de cabale, complot (falsa conspiración), conspiración, y conjura», si bien revelan que son casi sinónimos, marcan cada una de ellas una impronta particular tan especial, que en lugar de distinguir estos conceptos por líneas separadoras, en realidad podría decirse incluso que cortan con fuerza o quiebran el perfil de sus semejanzas».
La relación que existe entre estos cuatro términos, en el marco del idioma francés, ya fue señalada por Roubaud en el siglo XVI, y en lo que le es común significa: Unión entre particulares, extranjeros o ciudadanos, para perjudicar, para derrocar, para herir, para conmocionar, para trastocar. Aunque ciertamente también presupone motivaciones importantes y efectos graves, pues generalmente se aplican proyectos secretos y siniestros, que por lo común tienen un desarrollo trágico, se mata o se encarcela a alguna persona odiosa, o se anuncian sentimientos de venganza, de odio profundo, y de patriotismo exaltado.
Por la cabale por ejemplo, una persona es acosada o desprestigiada, o al menos alejada de su puesto (cargo); pero además también puede ser víctima de un complot, o de una conspiración, o de una conjura (y estas últimas calificaciones marcan el tipo de atentados o de acciones que se cometerán). Además, y como ilustración del concepto, en los casos aludidos puede decirse es cómplice de un complot, de una conspiración, o de una conjura, tal como también puede decirse es cómplice de un crimen.

### «Cabale»
La cabale se materializa a través de las intrigas desplegadas y alimentadas por un partido, una facción, un grupo o una familia, que a través de prácticas reservadas y acuerdos secretos, se orienta a influir sobre el desarrollo de eventos y de hechos.
La idea natural y dominante de cabale, es la de tomar, acaparar, unir y coordinar los espíritus, para formar un partido o una alianza, y secretamente maniobrar en una determinada dirección.
La cabale tiene por objetivo, obtener el favor, el crédito, el ascendiente, el poder, así como disponer de gracias, de empleos, de recursos, de recompensas, de reputaciones, en dos palabras, obtener éxitos y sucesos; en fin, disponer de la capacidad para elevar a algunos, y relegar a otros.
En los gobiernos, la cabale pone y saca ministros, generales, oficiales, administrativos, pues todo centro de poder sirve. En las letras, ahoga la reputación de algunos autores, o ensalza las bondades de algunas obras, y viceversa. En las empresas y en las administraciones, se opone a la justicia y al mérito, tratando de imponer la discrecionalidad en los ascensos y en las admisiones.
En fin, en el mundo: ¿Qué es lo que una cabale hace o deja de hacer? La cabale se encuentra en cualquier lado, se mezcla con todo, se interesa en todo, y trastoca todo, Estado, gobiernos, organizaciones, sociedades, instituciones educativas, sectores sociales o gremios, empresas, carreras, familias, personas.

### «Complot»
El complot se distingue con bastante facilidad de sus casi-sinónimos: Allí hay menos generalidad o extensión.
El complot tiene por objetivo perjudicar, y sus visiones son siempre criminales o retorcidas. Además, el complot nace de la voluntad de algunas personas (en el límite solamente dos), y comúnmente está dirigido contra un solo sujeto.
Malhechores acuerdan asesinar a un caminante para robarle. Delatores acusan a una persona honesta y de bien, para obtener favores de una camarilla de gobierno desconfiada y crédula. Traidores "abren las puertas de una ciudad al enemigo", para así ganar dinero, fama, o cualquier otra cosa beneficiosa ofrecida a cambio.
Ambiciosos calumnian o denuestan a alguien con un cargo importante, para así suceder en esas funciones o de alguna manera poder controlarlas. Y así podríamos seguir, pues la lista de ejemplos es larga.
La impía Astarbé envenena a su marido Pigmalión, rey de Tiro y hermano de Dido, la fundadora de Cartago, pero al constatar que el rey tarda mucho en morir, lo estrangula con sus propias manos (y metafóricamente, esta antigua historia se repite y se repite).
Dondequiera que haya dos malvados, no hay ni persona, ni derecho, ni autoridad, ni potencia, al abrigo de un complot, es decir, de algún tipo de atentado o plan sórdidamente concertado.
Complot viene de cum, que significa con, y del término francés pelote, que significa entretener y halagar a una persona para de él obtener favores. Complotar, o sea, hacer juntos una pelote, significa entonces urdir o tramar algo en el marco de un pequeño número de personas. Referencia: —Être la victime d'un infâme complot— (Georges Benjamin Clemenceau, L'Iniquité, 1899, pág. 18).
Casi lo opuesto de un complot es una conjura, o sea, un proyecto bastante más vasto que el primero, y que por cierto implica un mayor número de participantes. El complot tramado entre dos personas, o en el seno de un pequeño grupo de personas, por lo general se fija objetivos más modestos. El complot es bastante elemental y simple, y restringido en cuanto a sus alcances. Aunque también podríamos decir que el complot es más cobarde y más repugnante, pues presupone bajeza y maldad profundas en los actores involucrados. Un complot es infame, y así dijo Voltaire, complot infâme, respecto del complot de La Truaumont contra Louis XIV: Ce fut plus une lâche trahison mal ourdie qu'une conspiration.

### «Conspiración» y «conjura»
Conspiración y conjura (o conjuración) son uniones o complots que reúnen un número bastante grande de personas contra el Estado, el soberano, o los dirigentes, a efectos de quitarle o quitarles el poder por la fuerza o bajo presión, aunque el término conjura es algo más preciso que el término conspiración.
Conspiración, del latín con spirare, respirar con, estar animado del mismo espíritu, marca el acuerdo profundo, intelectual, y sentimental, de los conspiradores. Pero este concepto señala más la voluntad de servir que la de perjudicar, ya que en efecto, una conspiración puede ser con más fuerza en favor de alguien que en contra de alguien; por ejemplo Tarquinio el Soberbio estuvo en la mira de varias intrigas, pero en una de ellas trataron de ayudarle y no de perjudicarle.
Los republicanos bendijeron la conspiración de Marcus Junius Brutus contra Julio César porque era por la libertad, emprendimiento autorizado por las antiguas leyes. Una conspiración significa un cambio en el ordenamiento en provecho o beneficio de alguien. Comúnmente se conspira para cambiar o sustituir a los que reinan, a los que ordenan, a los que gobiernan, a los que participan en la cosa pública, y a efectos de acelerar o radicalmente cambiar a través de una conspiración lo que de todas maneras desencadenaría el simple paso del tiempo.
Jules Alberoni formó una conspiración contra los regentes de Francia, para así inducir o provocar un cambio en quienes mandaban. Los cortesanos, los príncipes, la reina, incluso el propio rey, tramaron varias conspiraciones contra el Cardenal Richelieu, para así no tener que soportar un régimen duro y absolutista. La conspiración de la pólvora, supuesta o verdadera, solamente amenazaba al parlamento y a los representantes de la nación, sin intentar tocar ni los derechos del pueblo ni la propia forma de gobierno. Una conspiración no es tan sanguinaria y violenta como una conjura, e incluso a veces puede alcanzar sus objetivos sin disturbios y sin violencia. Una conspiración evoca un proyecto con frecuencia muy discutido y meditado internamente, y cuya realización concreta a veces es lejana en el tiempo. Una conspiración es una maquinación en la que la complejidad de los actos planificados requiere discreción y secreto por parte de los conspiradores, en caso contrario bajo pena de fracaso, además de destrucción, o de muerte, o de graves perjuicios.
Conjuración, del latín conjuratio (formado de cum jurare, o sea jurar con), designa un grupo cuyos miembros se han prometido fidelidad y apoyo mutuo a través de un juramento. La conjuración tiene por objetivo operar un gran cambio, una revolución de Estado o en el Estado, ya sea en favor del soberano legítimo, ya sea en favor de la inviolabilidad de los derechos de la autoridad, ya sea en favor de las formas propias y características de gobierno, ya sea en favor de las leyes fundamentales y constitutivas, ya sea en favor de una nueva orientación de la estructura institucional y de las leyes que la gobiernan.
Lucio Sergio Catilina se propuso, en su conjuración, de eliminar a una parte de la élite política romana, para así poder tomar el poder político supremo, y para ello pensaba apoyarse y respaldarse en las frustraciones de una parte de la nobleza romana, así como en las simpatías que podría despertar en ciertos notables italianos, pero estos planes se frustraron por la intervención del cónsul Marco Tulio Cicerón. Por su parte la conjuración de Bedmar preparó la ruina de la República de Venecia. Ejemplos podrían citarse muchos.
La vida de grandes y respetados personajes, la realeza, la religión del Estado, todo fue amenazado por la Conjura de Amboise. Y Cola di Rienzo (tribuno romano) quería restablecer, a través de su conjura, el tribunal y la antigua libertad imperante en la República romana, y en contra de lo establecido en la constitución del Imperio romano y del Imperio bizantino.
Una conjuración evoca y se propone el exterminio, la ruina total, la erradicación de cuajo de lo que le molesta. Voltaire refiriéndose a la Conspiración de la pólvora, detalló al principio todo lo que esa mención despertaba en cualquiera de su tiempo, para luego agregar, a efectos de hacer sentir todo el horror involucrado en ese acontecimiento: « Tous les autres complots qu'ont produits la vengeance, la politique, la barbarie des guerres civiles, le fanatisme même, n'approchent pas de l'atrocité de la "Conjuration des Poudres"». Esta conjuración evocó y repasó el proyecto en la víspera de su ejecución, y los conjurados se reunieron en los últimos instantes, pues la intensidad de los eventos planificados les presionaba a hacer un juramento. Para que una conjuración sea exitosa, se necesita planificación y se necesita secreto, y además, los conjurados deben actuar a la manera de una liga deportiva (equipo contra equipo pero actuando con espíritu de grupo). « Toutes les puissances du monde, quoique liguées et conjurées, ne prévaudront pas contre Louis XIV».
Una conjuración al principio contenida y manejada como una simple conspiración en cierto círculo de conjurados, está obligada a partir de un determinado momento a invocar el secreto pactado y el prometido apoyo mutuo en forma cada vez más estricta, pues expone a todos o a la mayoría de los conjurados a muy peligrosos emprendimientos con posibles graves o nefastas consecuencias personales; y de esta manera, una conjuración es en los hechos potencialmente más peligrosa para otros cuando aumenta el número de participantes, no solamente por la fuerza adicional que da el número, sino también porque ella se hace cada vez más agresiva. Y esto es naturalmente así, porque cuanto más se implican los conjurados en el asunto, más tienen que perder en caso de ser descubiertos.
Con cierta frecuencia, un cabale lleva a un complot; y un complot lleva a una conspiración; y una conspiración lleva a una conjuración; y una conjuración lleva a una revuelta. Si se acuerda alguna cosa en el marco de un cabale, pronto todo se hará como un cabale. Si no se detiene y suspende a tiempo una idea germinal de un complot, pronto todos los implicados serán promotores y responsables y cómplices. Si una conspiración a la que se le invita a participar le hace temblar, replegarse, ceder, tener reservas y a la vez condescendencia, pronto le transformará en su esclavo y su juguete. Si se perdona o se disculpa una conjuración con espíritu de prudencia o con sentimientos de bondad y de comprensión hacia los complotados, luego quien así actúe y piense se verá en dificultades para desplegar o apoyar plenos poderes para castigar (así pareciéndose a Luis XII que en principio quería perdonar a los revoltosos de Génova, sometidos, postergados, y que esperaban la pena con la amenaza de la espada vengadora).

## Conspiraciones históricas

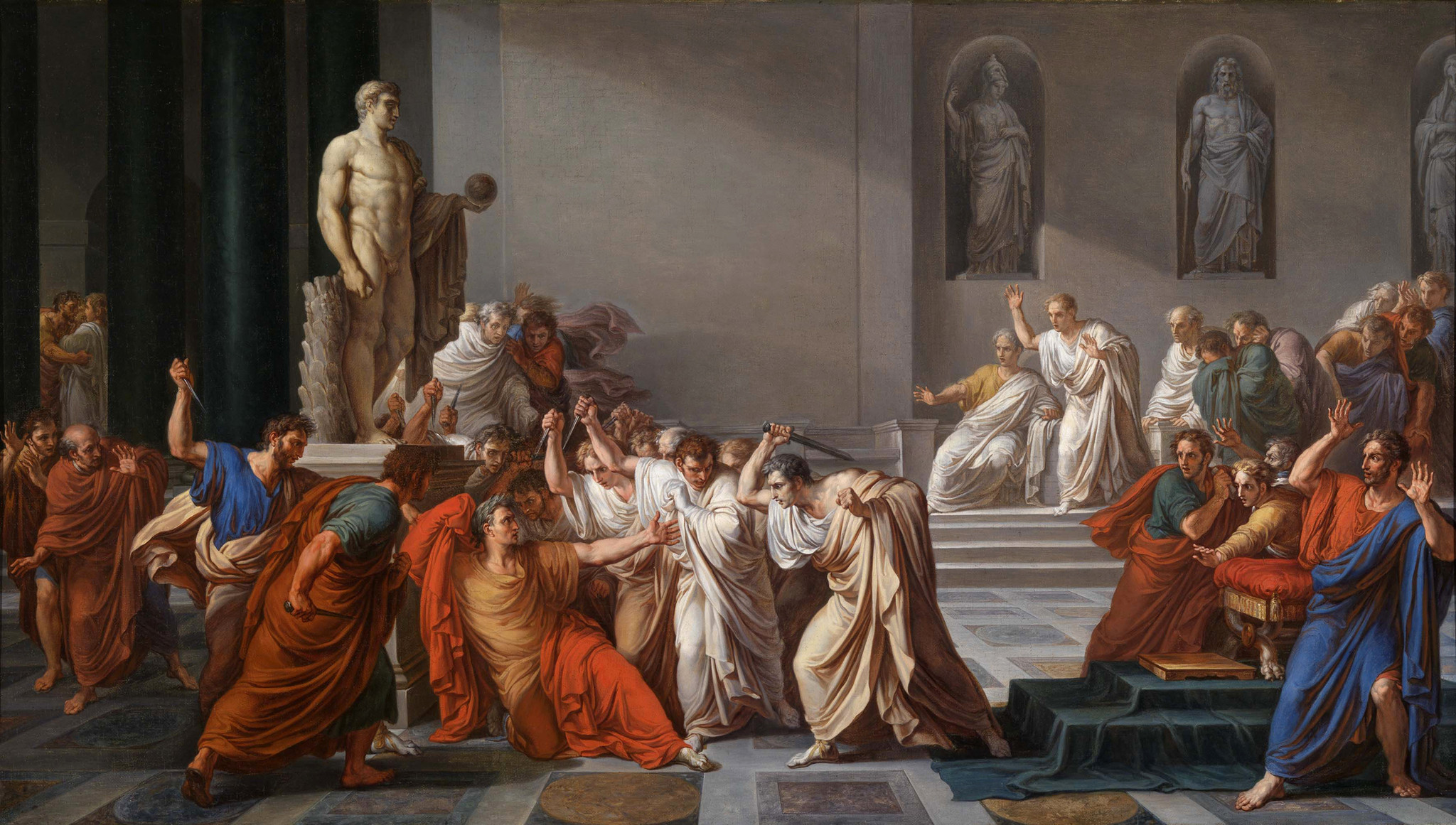
Muerte de César, por el pintor Vincenzo Camuccini

La historia recoge sórdidos complots, trascendentes conspiraciones, y también una gran variedad de conjuraciones.
Una de las más célebres conspiraciones políticas ciertamente es el asesinato de Julio César en los Idus de marzo, y más precisamente el 15 de marzo del año 44 a. C.
Aquí sigue una lista (por cierto incompleta) de conspiraciones históricas célebres:
- La conspiración de Catilina en el año 63 a. C.;
- El asesinato de Julio César el 15 de marzo del año 44 a. C.;
- La conjuración de Pison en el año 65;[14]
- El asesinato de David Rizzio en 1566;
- La sorpresa de Meaux que desencadena la segunda guerra de religión en 1567;
- El complot de Babington en 1586;
- La conspiración de la pólvora en 1605;
- La cabale de los Importantes en 1643;
- El complot de Rye-House en 1683;
- El accidente de Genroku Akō en 1701;
- La conspiración de los Iguales en 1795;
- La Conspiración de Gual y España en 1799;
- La conspiración de la máquina infernal en 1800;
- La Conspiración Septembrina en 1828.

La época contemporánea por cierto no alumbra conspiraciones en menores números, según puede comprobarse sobrevolando la lista incompleta que aquí sigue:
- El atentado del 20 de julio de 1944 contra Adolf Hitler.
- El asesinato de Jorge Eliécer Gaitán en 1948 (según análisis de historiadores colombianos).[15]
- El asesinato de John F. Kennedy en 1963;[16]
- La tentativa de asesinato de Juan-Pablo II, el 13 de mayo de 1981;[17]
- El proyecto de atentados sobre líneas aéreas transatlánticas del año 2006;[18]
- El complot terrorista en Canadá en 2006;

## Acusación del crimen de conspiración

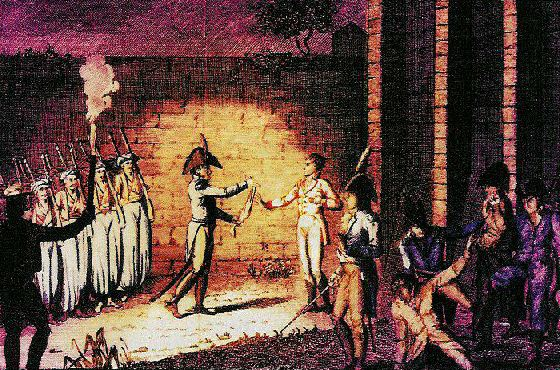
Ejecución del duque de Enghien el 21 de marzo de 1804.

La « conspiración» es un delito posible en los sistemas legales de numerosos países. Es así que Luis XVI en su momento fue acusado de « conspiración contra la libertad pública y la seguridad general del Estado» por la Convención Nacional auto-instituida en tribunal, y fue reconocido culpable.
Como constata la historia, las conspiraciones siempre han sido consideradas con gran severidad por los distintos sistemas jurídicos. Y generalmente, una sentencia de pena capital era dictada respecto de una acusación, probada o no, de crimen de conspiración, lo que convertía a este mecanismo en un arma política incuestionable y temible.
Y una acusación infundada de un crimen de conspiración, podía a su vez ser parte importante de una verdadera conspiración.
En 1946, en el Proceso de Núremberg, la acusación n°1 contra los dirigentes del régimen nazi, era el llamado "plan concertado o complot" (mientras que "crimen contra la paz", "crimen de guerra", y "crimen contra la humanidad", fueron respectivamente las bases de acusación n.º 2, 3, y 4).
Y la formulación de la base de acusación n°1 comenzaba así: «Todos los acusados participaron, en calidad de jefes, organizadores, instigadores, o cómplices, en la concepción o la ejecución de un plan concertado o complot, que tenía por objetivo cometer crímenes contra la paz, crímenes de guerra, y crímenes contra la Humanidad, o implicando la perpetración de esos crímenes, tal cual ellos son definidos en el estatuto de este Tribunal; por tanto ellos son, según los términos de ese estatuto, individualmente responsables de sus propios actos, y de todos los actos cometidos por otras personas en el marco de este complot.»
La base de acusación n°1 tiene mucha importancia en el marco del sistema jurídico internacional, ya que tiene por rol establecer que los acusados pueden ser tenidos por responsables, descartando la idea de que el régimen para el cual ellos trabajaban, era un fenómeno social que sobrepasaba la voluntad de sus miembros (y así, los acusados no podrían invocar de solamente haber sufrido ese régimen).

### Condenados célebres

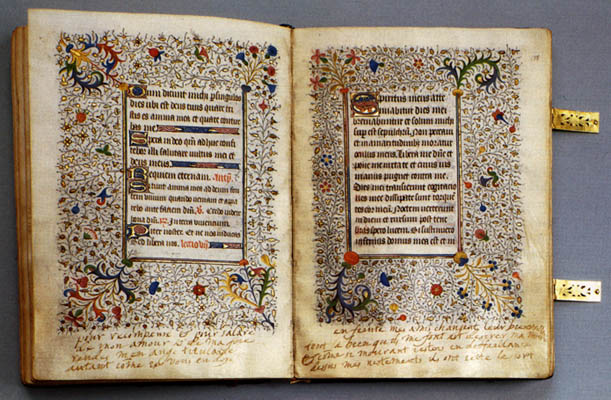
Breviario de María I, que le acompañó en su cautiverio y llevó a su propia ejecución.

- 1587: La reina María Estuardo, acusada de haber conspirado contra la reina Isabel I, fue condenada a muerte y seguidamente ejecutada el 8 de febrero de 1587, por tres golpes de hacha.[19][20]
- 1606: Guy Fawkes, acusado como responsable de la ejecución del plan conocido con el nombre de «conspiración de la pólvora». Murió el 31 de enero de ese año de 1606.
- 1793: En oportunidad de su proceso expeditivo, Luis XVI, rey de Francia, fue acusado, por la Convención Nacional, de «conspiración contra la libertad pública y la seguridad general del Estado» el 15 de enero de 1793. Como consecuencia, fue condenado a muerte y ejecutado el 21 de enero de ese mismo año.[21]

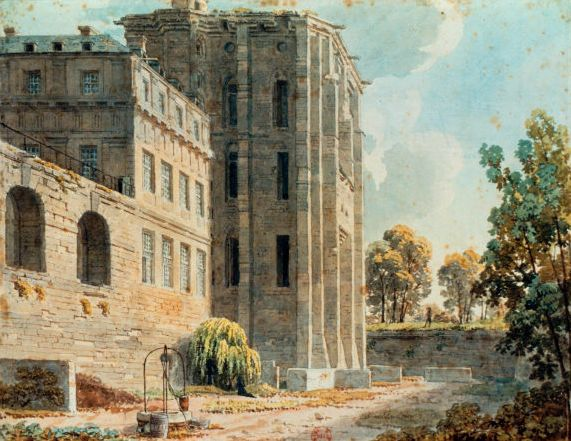
"Castillo de Vincennes", acuarela anónima (alrededor del año 1820, Biblioteca Nacional de Francia, París).

- 1804: Luis Antonio Enrique de Borbón-Condé, duque de Enghien, fue sospechoso de haber participado en un atentado contra Napoleón. Secuestrado secretamente en la noche del 15 de marzo, acusado de «complot contra la seguridad del Estado», juzgado frente a un consejo de guerra, y condenado a muerte el 20 de marzo; fue ejecutado el 21 de marzo de ese mismo año de 1804, en las fosas del Castillo de Vincennes.[22]
- 1957: En el curso de un proceso secreto, el dirigente comunista húngaro Imre Nagy fue acusado de «conspiración, en alianza con imperialistas extranjeros, y con el objetivo de derrocar al régimen comunista húngaro».[23] Fue ejecutado el 16 de junio del año 1958, en la prisión de Budapest, por ahorcamiento.
- 1963: Como consecuencia del fracaso de la Operación Charlotte Corday, el teniente coronel Jean-Marie Bastien-Thiry fue condenado a la pena capital, por motivo de un complot contra la seguridad del Estado, y tentativa de asesinato en contra del presidente de la República Francesa, y fue ejecutado en el fuerte de Ivry, el 11 de marzo de 1963, a la edad de 35 años, dejando en este mundo una viuda y tres huérfanos.[24]
- 1964: Como consecuencia del complot de julio de 1963, y al término de un proceso de cuatro meses, Mehdi Ben Barka fue condenado a muerte por contumacia, junto a los conjurados Mohammed Basri, Omar Benjelloun, y Mohamed Bensaid Aït Idder, el día 14 de marzo de 1964, por complot y tentativa de asesinato contra el rey de Marruecos.[25]

## Conspiraciones y controversias
Habitualmente se designa como teorías del complot o teorías conspirativas, a explicaciones imaginativas de sucesos históricos o políticos, que hacen alusión a fuerzas ocultas y misteriosas, que accionan intensional y concertadamente, con ciertos visos de verosimilitud en cuanto a posibles motivaciones y formas de intervención, pero sobre las que no se tienen pruebas directas de su real existencia. O sea que estas teorías son eso, hipótesis más o menos argumentadas y floridas y fantasiosas, con cierto grado de aparente coherencia, pero que en realidad sólo son especulaciones y sospechas con muy pocos o nulos fundamentos directos en pruebas razonables. Frecuentemente, el uso de la denominación teoría conspirativa implica, desde el punto de vista del enunciador, que el complot al que se alude y sus métodos y sus objetivos, tienen cierto grado de verosimilitud en cuanto a sus posibilidades de existencia, aunque también tienen mucho de fantasioso y de misterioso y de arbitrario, así como cuestiones oscuras y poco detalladas, y aspectos difíciles de interpretar y descifrar. Y obviamente, este posicionamiento es fuertemente contestado por aquellos que creen en la existencia real de ese complot por fuera de toda duda.
Como es de suponer, no existen ni pruebas ni criterios simples y unívocos, que fácilmente permitan distinguir una conspiración real y probada, de otra que es ficticia y meramente especulativa (en ciertos casos léase también delirante). La línea de quiebre que permitiría separar los complots reales y probados de aquellos que son imaginarios o fantasiosos, está por cierto en el corazón o centro de las teorías conspirativas. Y por cierto, se revela como muy difícil señalar y convencer a adeptos a una determinada teoría conspirativa y que la perciben como real, que la misma está endeblemente justificada y que casi parece un delirio paranoico, ya que esos adeptos o su inmensa mayoría no se convencerán del todo con esos argumentos, señalando tal vez la habilidad y malignidad de las fuerzas ocultas que están detrás de todo eso, y al mismo tiempo opinando sobre la ingenuidad del gran público al respecto, o sobre la irresponsabilidad de los gobernantes al respecto, o incluso sobre su posible participación directa en el complot, etc.
Y a la inversa, frente a un complot real o juzgado como tal por un gran número de personas, varias de ellas informadas y autorizadas, habrá siempre escépticos que piensen que se exagera, o que ello es fruto de la imaginación desbordante y fantasiosa de algunos exaltados, cuando no se piense incluso que ese grupo que así denuncia, quiere hacer creer que se está frente a un complot peligroso, tal vez para así justificar una respuesta enérgica y exagerada.
En resumen y por causa de sus propias características, los complots y las teorías conspirativas, fácilmente conducen a dudar y a interrogarse sobre los motivos profundos de este tipo de controversias. Por la propia definición del concepto, la creencia sobre un determinado complot siempre deja abierta la puerta a la controversia, en razón del secretismo y del velo de apariencias que naturalmente deberían rodear al mismo.
Las teorías conspirativas abarcan un gran abanico de posibilidades, desde explicaciones rebuscadas respecto del asesinato de John F. Kennedy, a la invocación de la existencia de extraterrestres cerca de nosotros o incluso entre nosotros, lo que podría explicar tanto ciertos avances prodigiosos de las últimas décadas, como desvíos violentos y paranoias como nunca se han visto, para así permitir más fácilmente que se nos pueda controlar. Los avances científico-técnicos de los últimos tiempos realmente nos asombran, pero no nos evitan de permitir visiones sectarias que logran gran número de adeptos.
Ciertos analistas y pensadores parecen considerar y estar de acuerdo con que los adeptos a alguna teoría conspirativa (lo que por definición implica el carácter imaginario y fantasioso del complot en cuestión), aumentaron mucho en número en la segunda mitad del siglo XX. En efecto, véase que además de JFK o más recientemente los atentados del 11 de septiembre de 2001, también la historia agitada de Italia durante los llamados años de plomo, junto a la revelación de la existencia de una organización clandestina Gladio así como una logia pseudo-masónica semisecreta P2, ha conducido a popularizar el término (neologismo) dietrología, disciplina que en prioridad beneficia a sus "especialistas" o "participantes". Ellos, historiadores y periodistas, son especialistas en asuntos judiciales y políticos, y en todo momento intentan percibir e investigar los misterios y secretos del poder y de la política y de los grandes intereses mundiales. Las recién citadas Gladio y P2 son un ejemplo excelente de la ambigüedad existente entre "teoría conspirativa" y "complot", en la medida en que si la existencia de estas dos entidades hoy es ampliamente reconocida, tanto por la justicia italiana como por la prensa nacional e internacional, el rol exacto de esas organizaciones en el momento de los llamados años de plomo en Italia es ciertamente mucho más controvertido e incierto.

### Miedo a las conspiraciones
Un grupo o una población que adhiera a intereses comunes relativamente arraigados y homogéneos puede llegar a temer que sea el blanco de una conspiración, muy particularmente procedente de sus rivales o competidores. Una tal conspiración, si llegara a efectuarse, probablemente sería seguida inmediatamente por un pánico generalizado y por medidas de retorsión (respuestas con o sin ánimo de venganza) en ese grupo o población.
No obstante, no es necesario que se desarrolle una conspiración real para causar el furor o la reacción de un grupo con las características señaladas. El temor de un grupo a una conspiración supuesta, pero inexistente en su contra, fruto del engaño o del recelo del otro, puede provocar que el mismo se oriente a organizar por sí una conspiración y poner en marcha represalias violentas. Un ejemplo perfecto de ello es el complot papista (en inglés: Popish Plot) de 1678, una maquinación organizada en secreto para acusar a los católicos de una conspiración contra la monarquía inglesa, lo que desencadenó terribles persecuciones, así como la promulgación de leyes represivas, y también la reformulación de revisiones o posicionamientos o alineamientos diplomáticos.

### Controversias históricas
La proximidad temporal de los acontecimientos contemporáneos, muchas veces complica el respectivo análisis, léase el estudio sucinto de las numerosas controversias o polémicas. Las controversias en relación con sucesos más antiguos, cuando perduran, son un rico material que puede ser analizado y comparado con estudios o ensayos más recientes, así como con una visión más objetiva y desapasionada que la lejanía en el tiempo nos permite. Por ejemplo, del análisis de la batalla de Little Big Horn, surgen a la luz hoy día nuevos elementos. Algo similar puede decirse por ejemplo respecto de la muerte de Napoleón.
En la posguerra, el acontecimiento tal vez más controvertido, y que generó más diversas interpretaciones, fue probablemente el asesinato del presidente John Fitzgerald Kennedy en 1963. La Comisión Warren del año 1964 concluyó que este asesinato no había sido el fruto de una conspiración, pero esta conclusión inmediatamente fue rechazada por gran número de detractores que opinaban en contrario. Posteriormente, numerosas obras críticas fueron publicadas, y entre ellas Rush to Judgment, del abogado Mark Lane.
En 1976, una investigación de House Select Committee on Assassinations (HSCA), comité del propio Congreso estadounidense, concluyó que efectivamente había sido una conspiración. Los detractores del informe de la Comisión Warren, se vieron así justificados en sus dichos y en sus acciones.
Y aunque el ejemplo que ahora vamos a señalar se acerca mucho más a un cabale que a una conspiración, ciertamente también es otro caso que ha sido muy debatido, en el que se han invertido ríos de tinta, y respecto del que han surgido numerosas y pintorescas teorías; nos referimos al origen del cantor de tangos Carlos Gardel: ¿Gardel nació en Uruguay, o en Francia, o en Argentina? Respecto de esta cuestión, como ya se dijo, se han manejado variadas hipótesis, y con el paso de los años allí se agregaron nuevos elementos y nuevos argumentos. En cuanto a este asunto, un ensayo relativamente reciente del escritor y matemático Eduardo Cuitiño, parece haber marcado, ahora sí, pruebas y argumentos de relativo peso, que permitirán llegar a una conclusión bastante segura, fundada, y definitiva.

### El folclore en las conspiraciones
Al margen de asuntos políticos serios e importantes,una verdadera subcultura de la conspiración surgió principalmente en Estados Unidos, en donde cierto sincretismo ha fusionado cuestiones en sí mismas bastante separadas, como lo son las conspiraciones políticas, la ufología, las drogas, el new age, el esoterismo, etc, generando un florido folclore frecuentemente retomado y tratado por la industria cinematográfica americana: Archivos X (X-Files), Men in Black, Zone 51, Da Vinci Code, Illuminati y extraterrestres, éstas son las palabras-clave de este bestiario de los tiempos modernos.

## Conspiraciones en la cultura popular
Las historias de algunos complots obviamente han inspirado numerosas obras literarias y teatrales, por ejemplo:
- La novela Cinq-Mars ou Une conjuration sous Louis XIII, de Alfred de Vigny, en 1826;
- La ópera homónima de Charles Gounod, en 1877;
- Le complot (1973) de René Gainville referente a la Organización del Ejército Secreto (OAS);[38][39]
- Kill a Priest de Agnieszka Holland, película referente al asesinato del sacerdote Jerzy Popieluszko a manos de la policía secreta comunista Służba Bezpieczeństwa en 1984;
- JFK, película de Oliver Stone, muy publicitada, en torno al asesinato de John F. Kennedy;[40]
- I, Pet Goat II (2012) de Louis Lefebrve, referente a la globalización y a la guerra de civilizaciones.[41]

Ciertas obras, sin manifestarlo abiertamente, de una u otra forma se inspiran en complots históricos, como por ejemplo el filme I comme Icare de Henri Verneuil, el que presentando el asesinato de un presidente francés, con notoriedad se inspira en cuanto a parte de la trama, en el recién mencionado asesinato del presidente estadounidense John Kennedy.
Por su parte y en lo que respecta a La conjura de los necios de John Kennedy Toole, debe señalarse que es una novela totalmente imaginaria.